# Place Pablo-Picasso
La place Pablo-Picasso ou carrefour Vavin, à Paris, se situe au croisement du boulevard Raspail, du boulevard du Montparnasse et de la rue Delambre. 

## Situation et accès
Situé à l'intersection de boulevard du Montparnasse et du boulevard Raspail, la place Picasso (anciennement carrefour Vavin) est accessible via la station métro de la ligne 4 éponyme.

## Origine du nom
Elle porte depuis 1984 le nom de Pablo Ruiz y Picasso, dit Pablo Picasso (Málaga, 1881 – Mougins, 1973), peintre, dessinateur, graveur, sculpteur, céramiste et écrivain espagnol.

## Historique

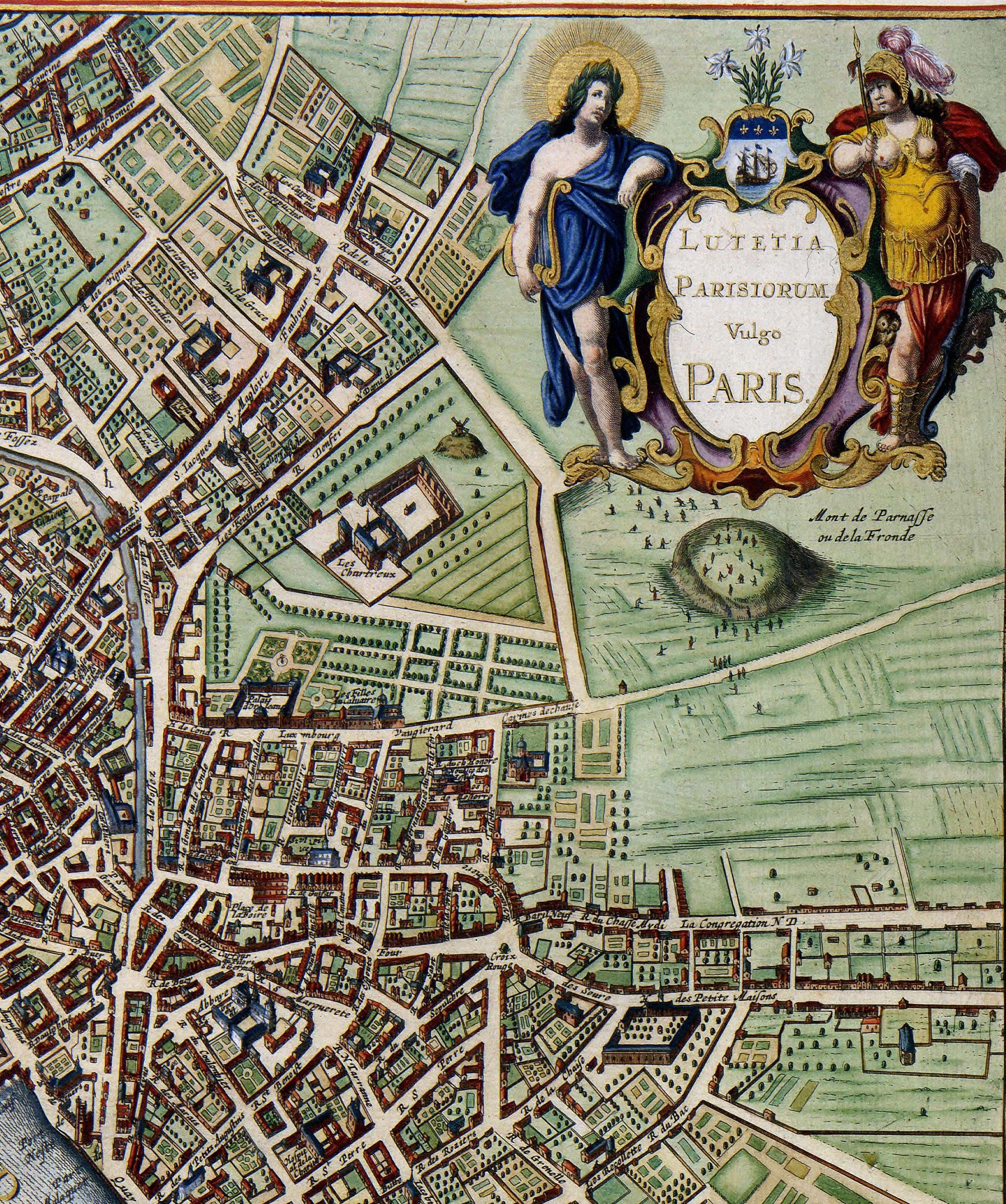
Mont de Parnasse ou de la Fronde en 1657 (le nord-est à gauche de l'image).

Elle est connue pour avoir porté au XVIIe siècle le « Mont de Parnasse », petite butte qui a donné son nom au quartier du Montparnasse. Le monticule fut progressivement aplani au XVIIIe siècle lors du tracé du « nouveau cours du Montparnasse », qui allait devenir le boulevard du même nom.
Elle est aussi appelée « carrefour Vavin » et est connue sous ce nom comme un lieu où se retrouvaient de nombreux artistes au début du XXe siècle. Après la Première Guerre mondiale, un « marché aux modèles » fut organisé au carrefour Vavin et permettait aux différents peintres du quartier de trouver, à l'instar d'Aïcha Goblet, la personne pouvant les inspirer.
C’est par un arrêté municipal du 2 février 1984 que ce carrefour a reçu son nom actuel. Du fait qu'elle est un carrefour et pas une place au sens urbanistique, en cela qu'elle ne s'étend pas au-delà des voies qui s'y croisent, l'endroit n'avait pas de toponyme avant 1984.

## Bâtiments remarquables et lieux de mémoire

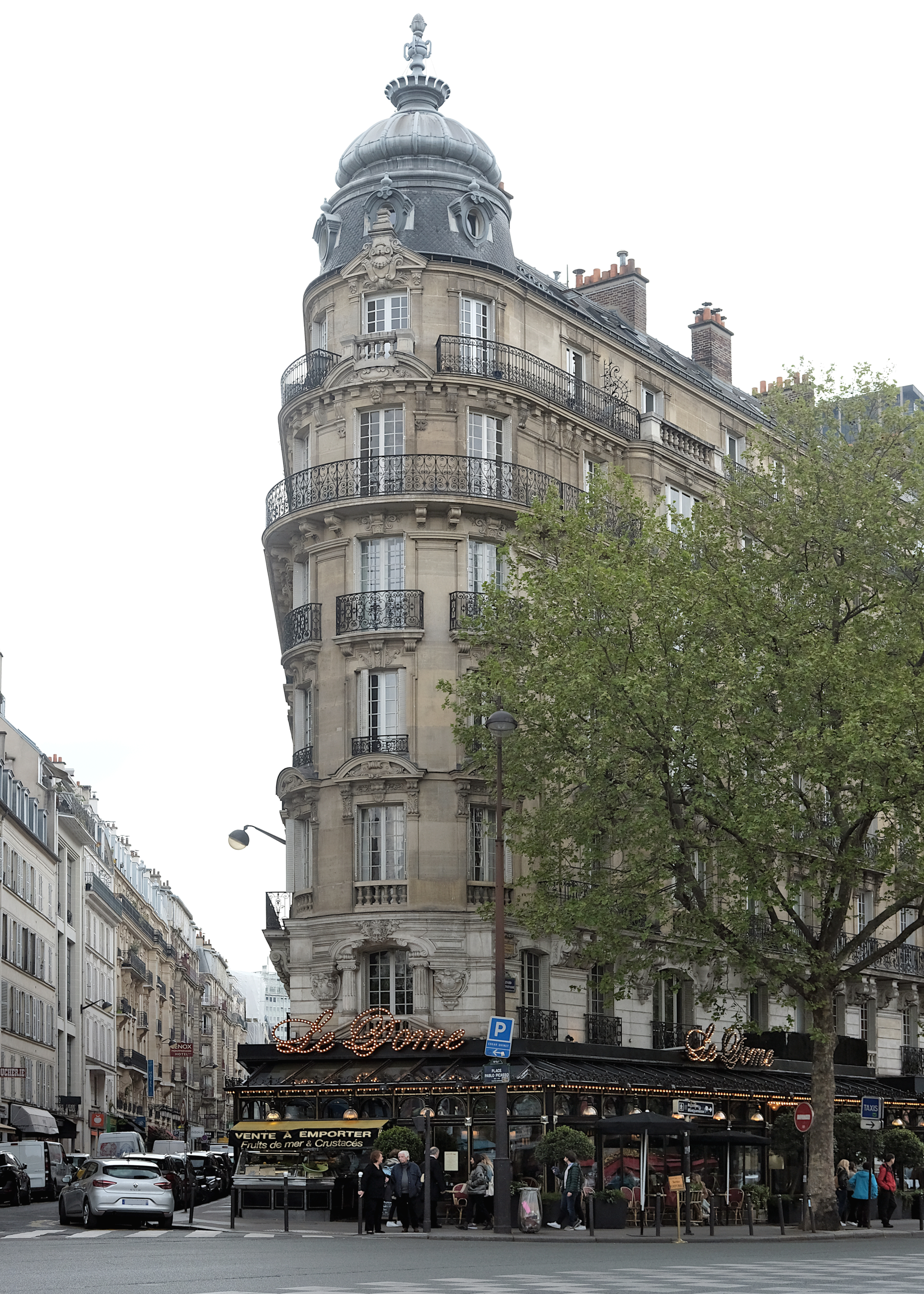
Une des brasserie, Le Dôme.

La place est bordée de quelques-unes des brasseries les plus connues de Montparnasse, connues pour la fréquentation des artistes et des intellectuels : La Rotonde, Le Dôme ainsi qu'à proximité immédiate, sur le boulevard du Montparnasse, La Coupole et Le Select. 
C'est également un quartier de cinémas.